# بیمارستان آگوستا ویکتوریا
بیمارستان آگوستا ویکتوریا یک مجتمع بیمارستانی کلیسایی در ضلع شمالی کوه زیتون در بیت‌المقدس شرقی و یکی از شش بیمارستان در شبکه بیمارستان‌های شرق اورشلیم است. این مجتمع در سال ۱۹۰۷–۱۹۱۴ توسط بنیاد ملکه آگوستا ویکتوریا به عنوان مرکزی برای جامعه پروتستان آلمان در فلسطین در امپراتوری عثمانی بود که در شهر قدس ساخته شد. جدا از بیمارستان، امروزه این مجموعه همچنین شامل کلیسای پروتستان آلمانی معراج با برج ناقوس ۵۰ متری، مرکز ملاقات بازدید کنندگان و گردشگران، مهد کودک و کافه و همچنین شعبه اورشلیم مؤسسه پروتستان باستان‌شناسی آلمان می‌باشد.
امروزه بیمارستان آگوستا ویکتوریا به ارائه خدمات در زمینه مرکز سرطان، واحد دیالیز و مرکز طبی کودکان مشغول است و به فلسطینیان سراسر کرانه باختری و نوار غزه مراقبت‌های ویژه‌ای را ارائه می‌دهد. این بیمارستان دومین بیمارستان بزرگ در بیت‌المقدس شرقی و همچنین تنها واحد مراقبت تخصصی باقی مانده در کرانه باختری یا نوار غزه است.

## تاریخچه

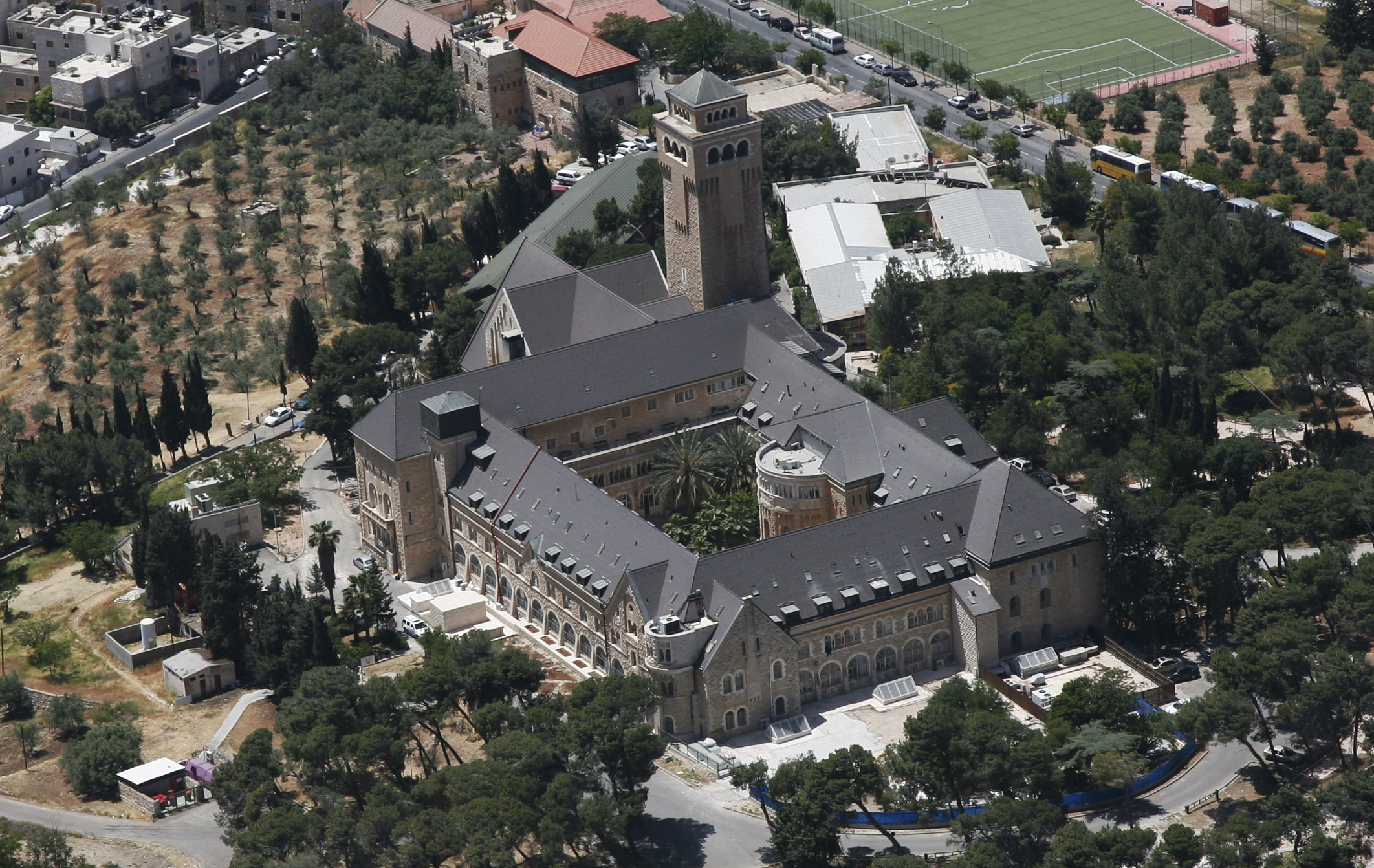
نمای هوایی آگوستا ویکتوریا

این مجتمع به خاطر آگوستا ویکتوریا از شلزویگ-هولشتاین، همسر قیصر آلمانی ویلهلم دوم، که در سال ۱۸۹۸ از اورشلیم دیدن کرد، نامگذاری شد. معمار، روبرت لایبنیتس، از کاخ‌های آلمانی، مانند قلعه هوهنزولرن آلمان الهام گرفته است. این مجتمع رسماً در ۱۰ آوریل ۱۹۱۰، توسط خلیل رعد اولین عکاس عرب فلسطینی و پس از جشن‌های افتتاحیه، افتتاح شد، اما ساخت و ساز نهایی آن در سال ۱۹۱۴ به پایان رسید.

## امروز
امروز بیمارستان آگوست ویکتوریا خدمات ویژه‌ای را برای فلسطینیان از سراسر کرانه باختری و نوار غزه با خدمات از جمله مرکز سرطان، واحد دیالیز و مرکز اطفال ارائه می‌دهد. در سال ۲۰۱۶، واحد پیوند مغز استخوان افتتاح شد. این بیمارستان دومین بیمارستان بزرگ در شرق بیت‌المقدس است و همچنین تنها بیمارستان باقیمانده مراقبت‌های تخصصی واقع در کرانه باختری یا نوار غزه است. این مرکز دارای ۱۲۰ تخت بستری است و برخی از بیماران را که برای دیالیز و پرتودرمانی مراجعه می‌کنند، به صورت سرپایی تحت درمان قرار می‌دهد و تنها مرکز خدمات رسانی به ۴٫۵ میلیون فلسطینی در زمینه پرتودرمانی است.

## ترکیب
مجموعه آگوستا ویکتوریا در حال حاضر شامل ساختمان‌ها و مؤسسه‌های زیر است:
- بیمارستان آگوستا ویکتوریا
- کلیسای معراج (انجیلی آلمانی)[۸]
- مرکز زائران و ملاقات انجیلی (پروتستان)[۹]
- مهد کودک بین ادیان[۱۰]
- کافه آگوست ویکتوریا[۲]
- مؤسسه باستان‌شناسی پروتستان آلمان، شعبه اورشلیم (دومی در امان)[۲]

دفاتر اداری و محل زندگی هیئت رئیسه کشیش‌های کلیسای لوتری اورشلیم و همچنین دفاتر فدراسیون جهانی لوتری در این مکان قرار دارد.

### خدمات انکولوژی
این بیمارستان دارای بخش سرطان‌شناسی است که مرکز پیشرفته ای برای درمان سرطان است. این بخش شامل واحد انکولوژی پزشکی، واحد انکولوژی پرتویی و واحد انکولوژی جراحی است.
بخش انکولوژی اطفال برای کودکان فلسطینی در آوریل ۲۰۰۵ در پروژه ای مشترک با مرکز صلح پرز، بنیادهای مختلف ایتالیایی و بیمارستان دانشگاه هادساح افتتاح شد، که متخصصین سرطان و کادر پرستاری را آموزش می‌داد.

## نگارخانه

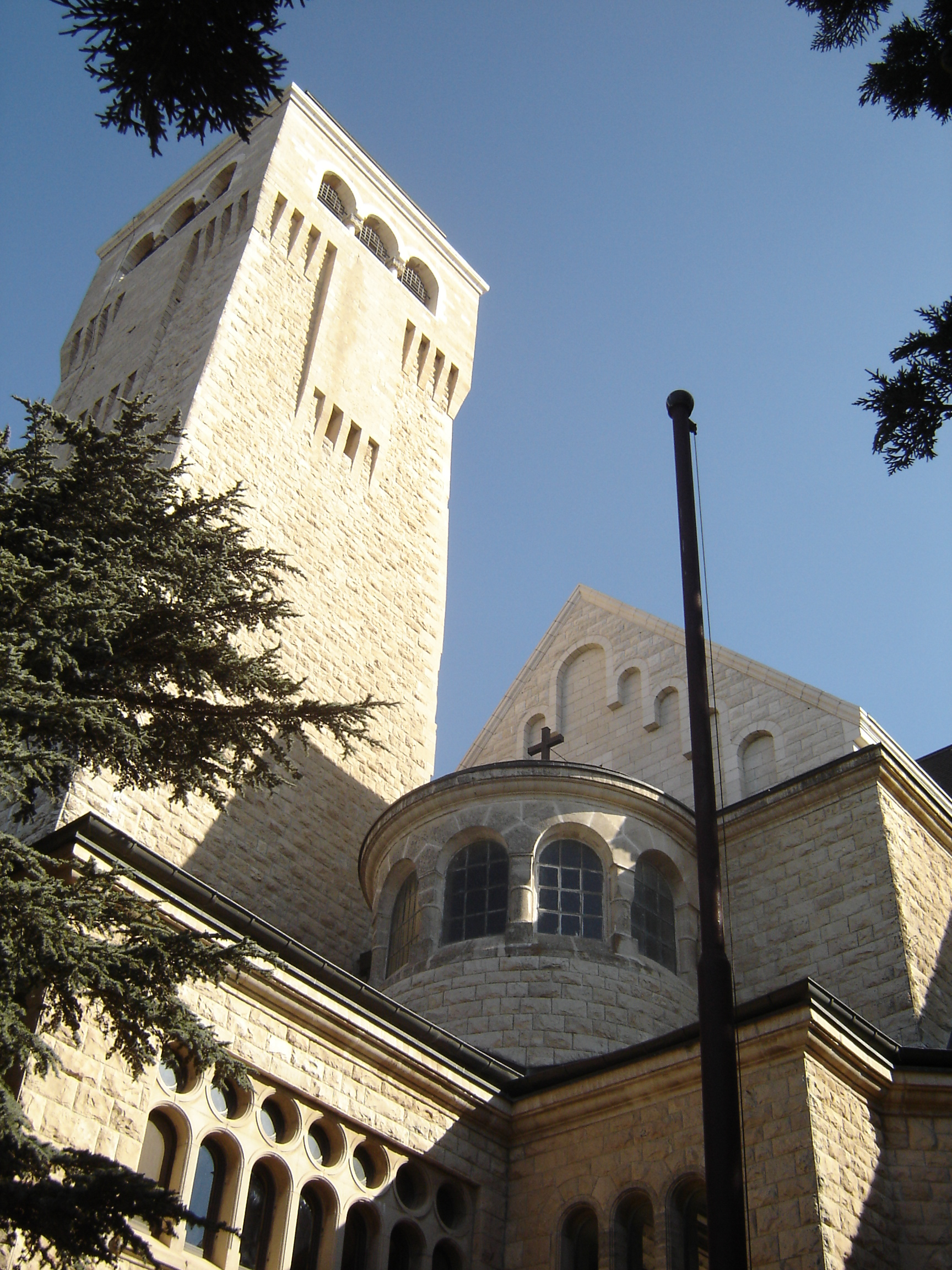
کلیسای معراج، مجموعه آگوستا ویکتوریا
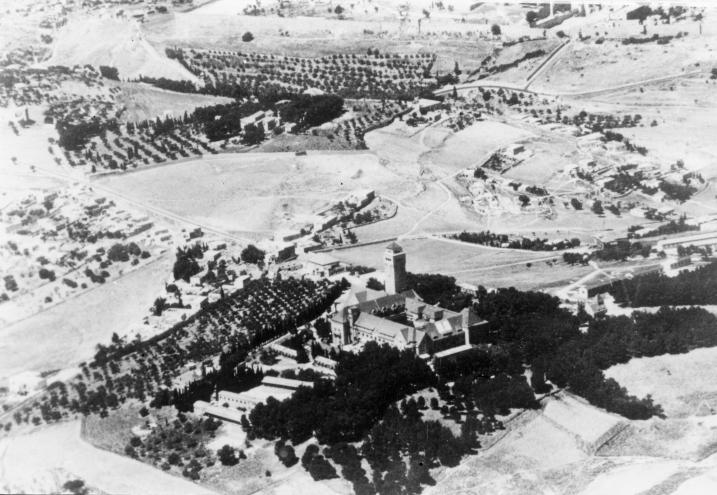
آگوستا ویکتوریا از هوا ۱۹۴۸
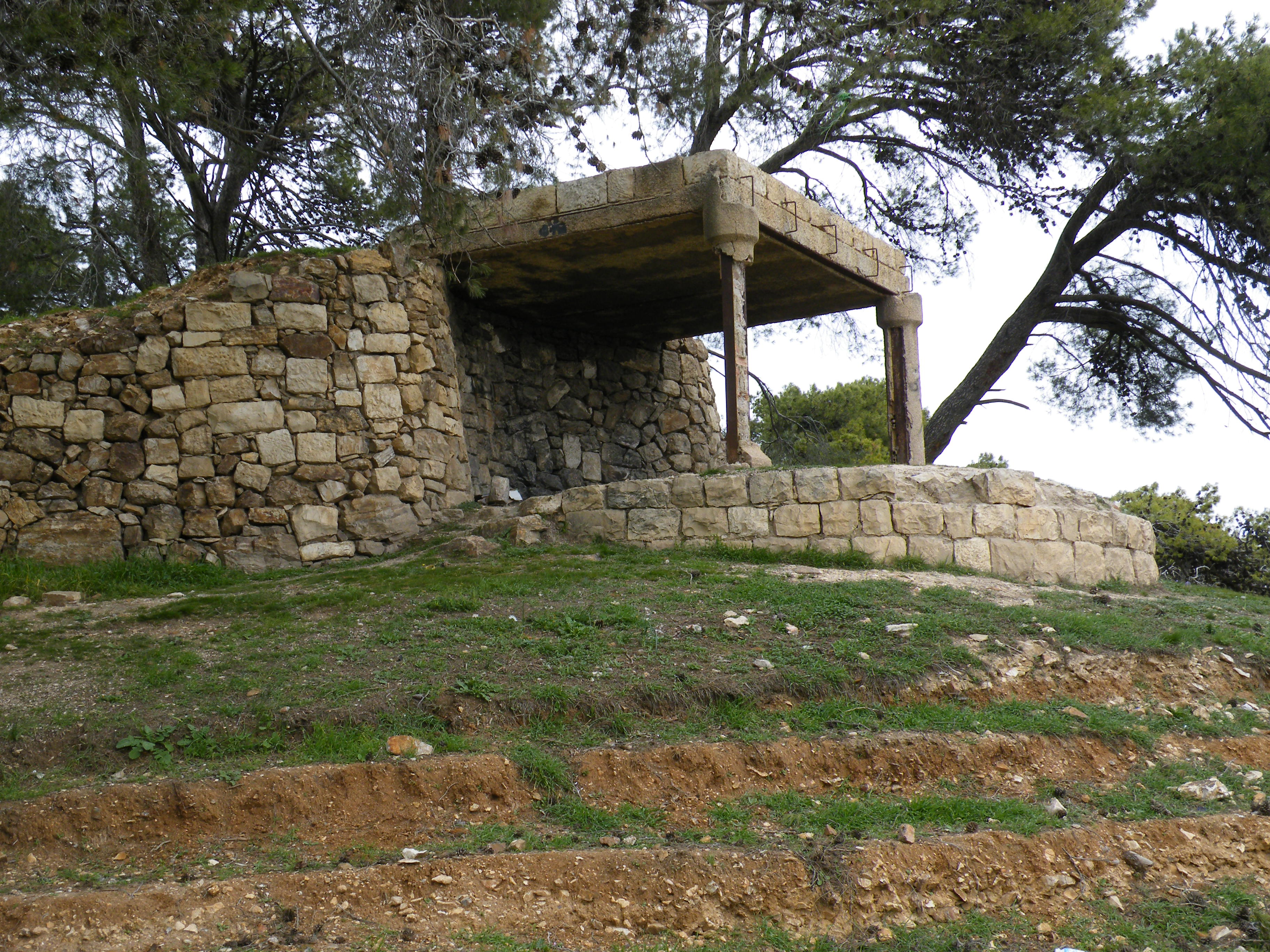
یک پناهگاه اردنی در محوطه آگوستا ویکتوریا
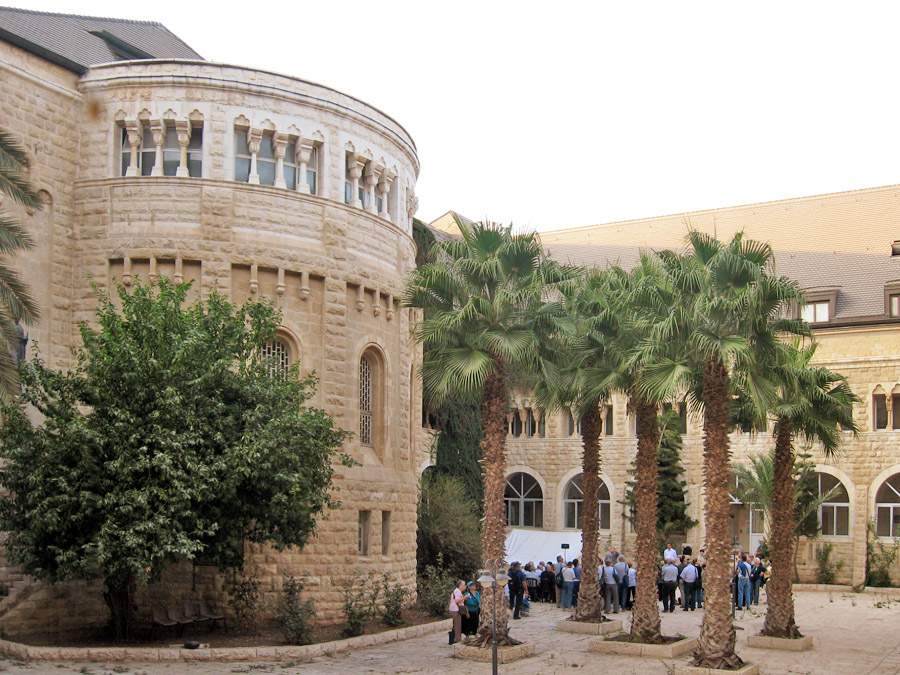
حیاط آگوستا ویکتوریا